# ۲۰۳ (قمری)
۲۰۳ (قمری)، دویست و سومین سال در گاهشماری هجری قمری است. اول محرم این سال برابر با سیزدهم ژوئیه سال ۸۱۸ میلادی است.

## درگذشتگان
- ۳۰ صفر - علی بن موسی الرضا: هشتمین امام شیعیان اثنی‌عشری.

## وابسته
- علی بن موسی